# Hassan Roudbarian
Hassan Roudbarian (en persa: حسن رودباریان) (Qazvín, Irán, 6 de julio de 1978) es un exfutbolista iraní que jugaba en la posición de guardameta.

## Clubes
| Club                     | País | Año       |
| ------------------------ | ---- | --------- |
| PAS Teherán FC           | Irán | 1999-2007 |
| Persépolis Football Club | Irán | 2007-2008 |
| Paykan Football Club     | Irán | 2008-2009 |
| Tractor Sazi FC          | Irán | 2009-2010 |
| Rah Ahan Yazdan F.C.     | Irán | 2010-2012 |
| S.C. Damash Gilan        | Irán | 2012-2013 |
| Mes Kerman Football Club | Irán | 2013-2014 |